# Ribes madrense
Ribes madrense là một loài thực vật có hoa trong họ Grossulariaceae. Loài này được Coville & Rose miêu tả khoa học đầu tiên năm 1907.